# مصطفی‌قلی خسروی
مصطفی‌قلی خسروی (۱۳۲۳ —١٤ اسفند ۱۴۰۲) بنگاه‌دار ایرانی و رئیس اتحادیهٔ مشاوران املاک تهران و کشور بود.
او به‌دلیل سابقهٔ طولانی‌اش در حوزهٔ املاک، «پدر املاک ایران» لقب گرفته‌است.

## زندگی
مصطفی‌قلی خسروی (نام او «مصطفی‌قلی» و نام خانوادگی‌اش «خسروی» است) در سال ۱۳۲۳ در شهر خوانسار به دنیا آمد. در سال ۱۳۴۴ وارد ارتش شد و ۲۰ سال و ۱۰ روز در ارتش خدمت کرد. 
او در مدت خدمتش در دورهٔ پهلوی، عضو گارد شاهنشاهی و از بادیگاردهای مخصوص بود.
با شروع جنگ ایران و عراق به جبهه رفت و در عملیات‌های فتح‌المبین و بیت‌المقدس حضور داشت. در سال ۱۳۶۵ بازنشسته شد.
خسروی از اواخر دههٔ ۱۳۴۰ در حوزهٔ مشاور املاک فعالیت داشت، اما پس از بازنشستگی، با شراکت باجناقش، فعالیتش را به‌طور رسمی در صنف مشاوران املاک شروع کرد. در سال‌های ۶۶ و ۶۷ در خیابان سامان ونک به‌طور مستقل مشغول به کار شد. او در سال ۱۳۶۸ جواز کسب گرفت و بعد از مدتی بازرس اتحادیه شد.
خسروی در سال ۱۳۷۸ نامزد ریاست اتحادیهٔ مشاوران املاک شد و بالاترین رأی را آورد. او از سال ۱۳۷۸ تا ۱۳۹۲ ریاست اتحادیه را بر عهده داشت و در سال ۱۳۹۲ از ریاست اتحادیه انصراف داد.
سپس حسام عقبایی جایگزین او شد تا اینکه در سال ۱۳۹۶ مجدداً خسروی به ریاست اتحادیه انتخاب شد و در سال ۱۴۰۰ کیانوش گودرزی در انتخابات ریاست اتحادیه املاک به جای وی انتخاب شد.

### خانواده
خسروی در سال ۱۳۴۷ ازدواج کرده و دارای سه فرزند پسر است. پسر اولش، محمدباقر، فوق‌لیسانس ساختمان است و در بلوار کاوه شرکت دارد و کارهای معاملاتی انجام می‌دهد. پسر دوم، حمیدرضا، کشاورزی خوانده و مدتی باغداری کرده و اکنون مشاور املاک است. پسر سوم، حامد، دانش‌آموختهٔ حقوق و قهرمان کشوری قایق‌رانی است.

## ریاست اتحادیه
زمانی که خسروی در سال ۱۳۷۸ رئیس اتحادیه املاک شد، صندوق اتحادیه دارای یک میلیون و ۷۰۰ هزار تومان پول بود و این در حالی بود که اتحادیه ۱۰ میلیون تومان به مجمع امور صنفی بدهکار بود. خسروی با جلب اعتمادِ بنگاه‌داران، ۷۰ میلیون تومان پول جمع‌آوری کرد و یک زمین برای اتحادیه املاک خریداری شد. همچنین زائرسرای اتحادیه در مشهد نیز تکمیل شد. او همچنین مشاوران املاک را ملزم به استفاده از برگهٔ A3 برای نوشتن قراردادهای املاک کرد. او همچنین با همکاری نیروی انتظامی، برای جلوگیری از تشکیل خانه‌های تیمی، طرحی با عنوان «بهبود الکترونیک» اجرا کرد تا نام مالکان و مستأجران مشخص باشد. او همچنین از پایه‌گذاران طرح صدور کد رهگیری برای معاملات بود.